# Władysław Wejtko
Władysław Wejtko, né le 1er février 1859 en Livonie et mort le 16 novembre 1933 à Nałęczów, est un général de l'armée impériale russe d'origine polonaise. Il a combattu aux côtés de la Seconde République polonaise en tant que major-général dans les forces de Józef Piłsudski pendant la guerre polono-soviétique de 1919-1921.

## Biographie

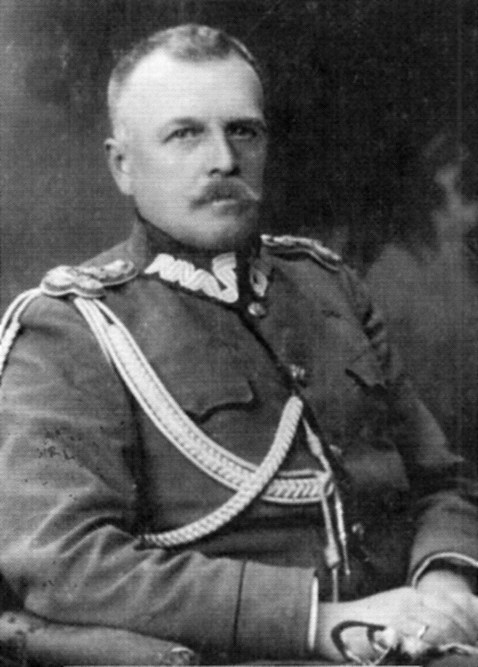
Général Władyslaw Wejtko

Né le 1er février 1859 dans une famille polonaise en Livonie (Empire russe), sa famille s'installe rapidement dans les provinces autour de la mer Noire, possiblement à cause des répercussions auxquelles les Polonais sont confrontés à la suite de l'échec du soulèvement de janvier.
Il s'engage dans l'armée russe et promu en tant qu'officier en 1882 avec une spécialisation en ingénierie  En 1898, il est promu au grade de capitaine. Il combat dans la guerre russo-japonaise de 1905 et sert en Sibérie, où il participe à la construction de nombreuses routes et ponts. En 1914, peu après le début de la Première Guerre mondiale, il est reconnu coupable d'avoir enfreint les lois sur la censure et est envoyé sur le front russo-allemand. Là, il prend part aux négociations pour les échanges de prisonniers avec l'Autriche-Hongrie, après quoi il sert dans des unités chargées de la logistique et des fortifications. En 1915, il est promu lieutenant général, mais ne reçoit pas de commandement indépendant généralement associé à la promotion en grade.
En 1917, lors de la Révolution russe de février, il se retrouve à Saint-Pétersbourg où il devient l'un des chefs de la Commission de guerre polonaise, puis l'un des commandants du 1er corps polonais en Russie. En 1918, il organise la force d'autodéfense lituanienne et biélorusse et la 1re division lituano-biélorusse. Le 8 décembre, il est officiellement accepté dans la nouvelle armée polonaise sur ordre de Józef Piłsudski au grade de major général. En 1919, il est envoyé en formation en France, et au printemps 1920, il devient inspecteur en chef des forces techniques (Generalny Inspektor Wojsk Technicznych). Pendant la guerre polono-soviétique, il travaille avec les militaires français en mission en Pologne et participe à la bataille de Varsovie, où il aide à préparer les fortifications et les lignes défensives polonaises.
Il prend sa retraite en 1921. Jusqu'à sa mort en 1933, il milite dans de nombreuses organisations polonaises, dont la Croix-Rouge polonaise, et est l'auteur de nombreux articles et de plusieurs ouvrages. Il meurt le 16 novembre 1933 et est enterré à Nałęczów.

## Décorations
Au cours de son service, il reçoit la Croix de Commandeur de la Polonia Restituta, la Croix de la Valeur (Krzyż Walecznych) (deux fois), et l'Ordre français de la Légion d'honneur, classe Officier.